# Тичак
Тичак е най-високият връх на Земенска планина. Надморската му височина е 1295 м. Принадлежи към Милевско-Конявската планинска група, в историко-географската област Краище. Върхът е част от планинските първенци на България.